# Пливачки савез Републике Српске
Пливачки савез Републике Српске (скраћено: Савез или ПС РС) има сједиште у Ул. Младена Стојановића у Бањој Луци. Савез је друштвено - спортска организација у својству гранског спортског савеза, која дјелује на подручју Републике Српске и БиХ. Савез обједињава пливачке клубове из Републике Српске и конститутивни је дио Пливачког Савеза Босне и Херцеговине.

## Обиљежја Пливачког савеза Републике Српске
ПС РС има знак, заставу, печат и штамбиљ.
- Знак представља стилизовани лик пливача са почетним словима Савеза или натписом: Пливачки савез Републике Српске.
- Застава ПС РС је правоуглог облика величине 1:2, црвено-плаво-бијеле боје са знаком Пливачког савеза РС у средини.
- Печат је округлог облика, пречника 3,5 цм, са исписаним текстом: Пливачки савез Републике Српске (ћирилицом) по горњој ивици круга а по доњој: Swimming Federation of Republic of Srpska (латиницом), а у средини стилизовани пливач и натпис Бања Лука.
- Штамбиљ ПС РС је правоугаоног облика на којем је исписан назив и сједиште савеза и остављен простор за број и датум.[2]

## Органи ПС РС
1. Скупштина - највиши орган управљања ПС РС
2. Управни одбор - извршни орган Скупштине ПС РС
3. Надзорни одбор - врши надзор над управом материјалних средстава и законитошћу пословања
4. Предсједник Савеза - представља и заступа ПС РС
5. Генерални секретар - обавља послове које му повјери Управни одбор и из Статута ПС РС
6. Спортска арбитража - рјешава спорове између Савеза и чланова Савеза ПС РС[2]

## Градски олимпијски базен
Отварањем Градског олимпијског базена 2009. године, Бањалука је добила импозантан објекат који пружа одличне услове за развој пливања. Према оцјени врхунских пливача и ватерполиста, ГОБ може парирати најбољим базенима у Европи. Олимпијски базен димензија 50x25 у потпуности је пројектован по стандардима Свјетске пливачке федерације и Свјетске ватерполо федерације и оспособљен за такмичења на највишем међународном нивоу. Посједује и трибине капацитета 532 мјеста. У сутерену Градског олимпијског базена налазе се: теретана, сауна, фитнес, релаксациона соба и просторије за масажу. На спрату базена налазе се кафић и новинарске кабине.

## Пливачки клубови
У Пливачки савез Републике Српске, удружени су клубови:
- ПК „БОРАЦ” Бања Лука
- ПК „Aqua Star” Бања Лука
- ПК „Делфин” Лакташи
- ПК „Леотар” Требиње

Неколико клубова има пливачке и ватерполо селекције, те синхроно пливање.

## Пливање и здравље
Пливање је одличан спорт за здравље. Пливање побољшава: кондицију, контролу тежине, након пливања се осјећате много боље, имате више енергије и градите снажне мишиће и кости. Оно: опушта, благотворно дјелује на психу, срце и плућа, помаже при отклоњању деформитета кичменог стуба... Зато се овај спорт препоручује свима без обзира на пол и године.